# Hansapank
Hansapank était une banque fonctionnant en Estonie, Lettonie et Lituanie achetée par la banque suédoise Swedbank.

## Histoire
La Hansapank est fondée en Estonie par Hannes Tamjärv, Jüri Mõis, Rain  Lõhmus et Heldur Meerits.
Le 1er juillet 1991, la Hansapank a commencé à fonctionner comme une branche de la banque commerciale de Tartu. 
Le 10 janvier 1992, la Hansapank lance des opérations indépendantes.
À partir de 1995, elle se développe dans les pays baltes. 
En 1998, la Swedbank acquiert 50 % de la Hansapank, depuis cette participation est montée à 100 %.
Le 15 septembre 2015, le groupe Swedbank décide de ne plus utiliser la marque Hansapank est en 2009 toutes les opérations de fond sous le nom de Swedbank.